# Inscutomonomma yemense
Inscutomonomma yemense es una especie de coleóptero de la familia Monommatidae.

## Distribución geográfica
Habita en Yemen.